# Nu är en salig och fröjdfull tid
Nu är en salig och fröjdfull tid är en psalmtext författad av evangelisten i Helgelseförbundet Emil Gustafson. Texten har fyra 4-radiga verser och en körtext mellan första och andra versen.

## Publicerad i
- Ungdomsstjärnan (1906) nr 40 med titeln Syndare frälsas nu
- Fridstoner 1926 nr 6 under rubriken Begynnelse- och slutsånger